# Науменко, Яков Павлович
Яков Павлович Науменко (бел. Якаў Паўлавіч Навуменка) (28 марта 1959, Орша — 26 августа 2012, Севастополь) — белорусский советский музыкант, народный артист Беларуси (2011), солист Государственного оркестра симфонической и эстрадной музыки Республики Беларусь, художественный руководитель творческого объединения «Белконцерт».

## Биография

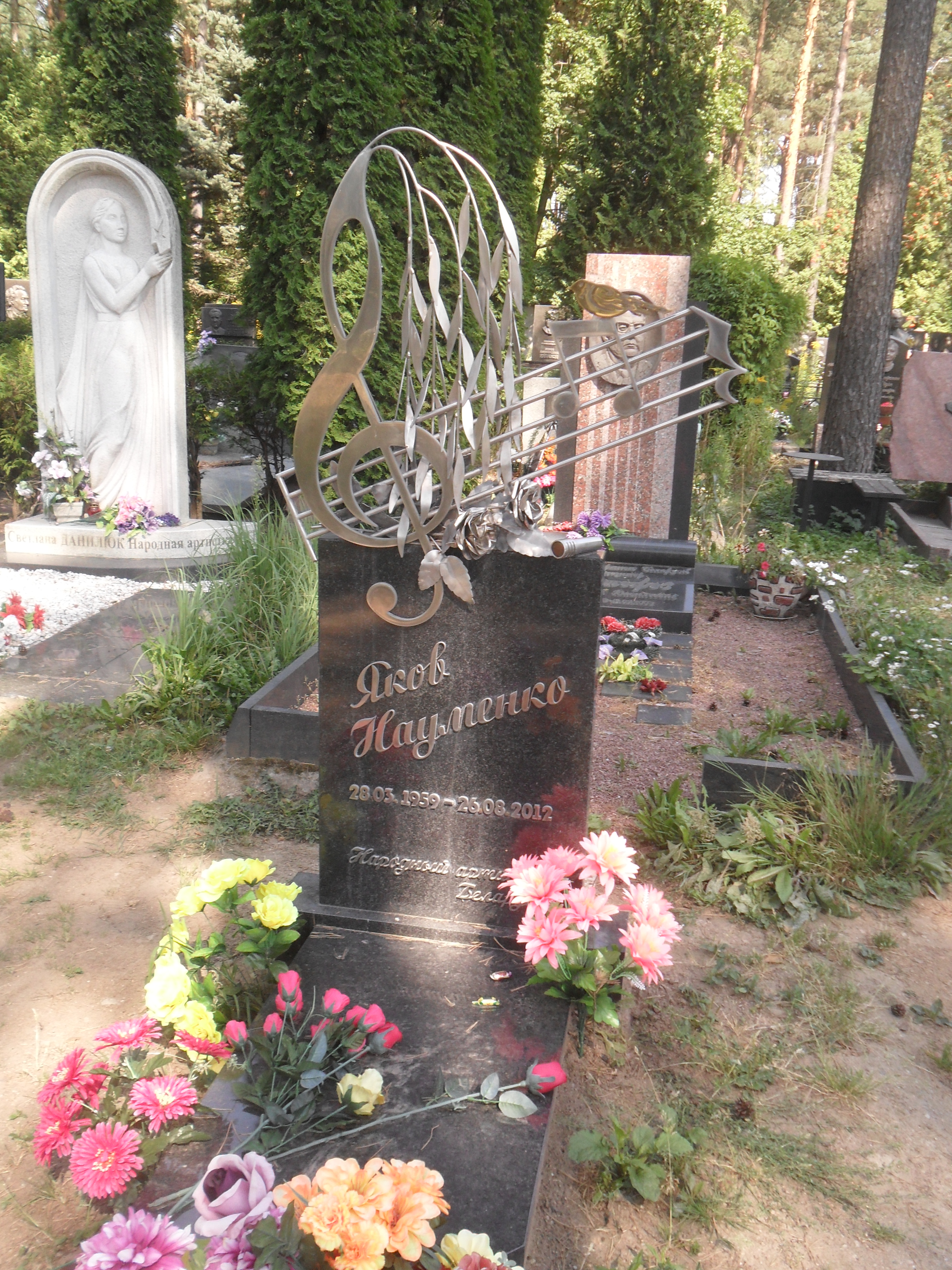
Могила Науменко на Восточном кладбище Минска.

В школьные годы был лидером в школьной самодеятельности. Окончил музыкальную школу по классу аккордеона. Поступил в Севастопольский приборостроительный институт, но после первого курса оставил учёбу. Срочную службу проходил в рядах ВМФ СССР в Севастополе.
Окончил Минское музыкальное училище, где всерьёз увлёкся народной музыкой. Затем окончил музыкальное училище имени Гнесиных в Москве, где его преподавателями были Иосиф Кобзон, Лев Лещенко, Гелена Великанова, Нина Мешко.
Пел в ансамбле народной музыки «Свята». Им был создан ансамбль народной музыки «Бяседа». Являлся солистом Государственного оркестра симфонической и эстрадной музыки Республики Беларусь, Национального академического народного оркестра Республики Беларусь имени И. Жиновича; сотрудничал с Президентским оркестром Республики Беларусь под управлением Виктора Бабарикина.
19 августа 2012 года, гуляя со своим сыном Тихоном по центру Севастополя, в результате конфликта с неизвестным мужчиной получил черепно-мозговую травму. Несмотря на проведённую операцию трепанации черепа, 26 августа скончался в одной из больниц Севастополя. Похоронен в Минске.

### Семья
Жена — Алла Яковлевна. Дети:
- Тихон — пятикурсник Института журналистики Белорусского государственного университета;
- Вероника — работает на канале Euronews в Лионе;
  - два внука[6].

## Творчество
Белорусским слушателям Яков Науменко запомнился ярким, проникновенным исполнением песен «Бывайце здаровы», «Аксаміткi», «Заручоныя», «Гуляй, казак», «Надо просто жить» и многих других. Для него писали песни композиторы Олег Елисеенков, Олег Молчан, Леонид Захлевный, Владимир Будник, Василий Раинчик на стихи поэтов Александра Легчилова, Леонида Дранько-Майсюка, Елены Туровой.
В 2007 году на фестивале «Славянский базар в Витебске» певец выступил с новой сольной программой «Золотые песни». Выпустил одноимённый диск, в который вошли самые популярные советские песни 1970—1980-х годов — песни Леонида Утёсова, Муслима Магомаева, Валерия Ободзинского, Евгения Мартынова, Владимира Мигули.
В 2011 году отметил 25-летие своей творческой деятельности.

## Награды и признание
- лауреат конкурса «Новые имена» (1988)[7]
- Заслуженный артист Беларуси (1997) — за большой личный вклад в развитие и пропаганду белорусской эстрадной песни[8]
- благодарность Президента Республики Беларусь — за значительный личный вклад в развитие национального музыкального искусства[2]
- Медаль Франциска Скорины (2009)[9]
- Народный артист Беларуси (2011)[10]
- Ліра 2012 – «За вклад в развитие современной музыки» (посмертно)